# Será un gran día
Será un gran día es un programa de televisión paraguayo presentado por Yolanda Park y Dani Da Rosa. Se estrenó el 5 de diciembre de 2019 por el Trece y es producido por HEi Network.

## Historia
En noviembre de 2019, Yolanda Park anunció que sería la presentadora del programa junto con Dani Da Rosa y que se estrenaría a principios de diciembre. Andrea Quattrocchi, Ramón Torres, Mortero Bala fueron anunciados como panelistas y Stella Martínez como cocinera. En junio de 2020, se informó que el programa era el «magacín líder de la televisión paraguaya» con el 36,26 % de audiencia.
En julio de 2021, la periodista Belén Rivas se incorporó al programa como panelista. En octubre, Quattrocchi dejó el programa temporalmente por su maternidad y se reintegró en marzo del siguiente año.El 11 de marzo de 2022 se insinuó que Michelín Ortiz, quien fue la voz comercial de La mañana de cada día entre 2008 y 2020, podría incorporarse al programa. El 25 de marzo, se anunció que Ortiz fue contratado oficialmente y se incorporó al programa. El 2 de febrero de 2024, la cocinera Stella Martínez dejó el programa y fue reemplazada por Coco Leiva.

## Miembros del programa

### Miembros actuales
- Yolanda Park (presentadora principal; 2019-presente)
- Dani Da Rosa (presentador principal; 2019-presente)
- Andrea Quattrocchi (panelista; 2019-presente)
- Belén Rivas (panelista; 2021-presente)
- Michelín Ortiz (voz en off; 2022-presente)
- Coco Leiva (cocinero; 2024-presente)

### Miembros anteriores
- Stella Martínez (cocinera; 2019-2024)